# David Paul Drach
David Paul Drach (Estrasburgo nació, 6 de marzo de 1791; fallecido a finales de enero, 1868, en Roma) fue un católico convertido del judaísmo, y Bibliotecario del Colegio de Propaganda en Roma.
Drach recibió su primera instrucción en las manos de su padre, un renombrado investigador hebraista y talmudista. A los doce años, Drach ingresó a la primera división de la Escuela Talmudica en Edendorf, próxima a Estrasburgo. La cursada de este estudio, de tres años de duración, él la completó en un año, e ingresó a la segunda división de la Escuela Talmudica en Bischheim al año siguiente. Se graduó en sólo dieciocho meses, y entonces se matriculó en Westhofen para calificar como maestro de Talmud. A la edad de dieciséis años aceptó la posición de instructor en Rappoltsweiler, quedando allí tres años; después continuó con la misma profesión en Colmar. 
Se dedicó en su juventud al estudio de ciencias seculares, las cuales ya había aplicado durante su estudios talmúdicos. Habiendo obtenido el permiso de su padre, en 1812 fue a París, donde  recibe la invitación a cubrir una posición prominente en el Consistorio judío Central y al mismo tiempo cumplió los deberes de tutor para atender a los niños de Baruch Weil. Los resultados de su método de enseñanza indujo a las familias católicas de Louis Mertien y Bernard Mertien a confiar a sus niños a su cuidado. Escribe: "Conmovido por los ejemplos edificantes de la piedad católica que continuamente se me presentaban para promover mi propia salvación, la tendencia hacia el cristianismo, nacida en una vida anterior, adquirió tal fuerza que ya no me resistí".
Luego se dedicó a estudiar la teología patrística y se especializó en el estudio de la Septuaginta para investigar las acusaciones realizadas por algunos rabinos que afirmaban que los traductores de Alejandría no habían sido fieles al hebreo original. Estos estudios resultados en su incuestionable creencia en la divinidad y Mesianismo de Jesucristo. En el Jueves Santo de 1823, renunció al judaísmo en presencia del Arzobispo Quélen, en París, y se bautizó en Sábado Santo, y en la mañana de Pascua recibió su primera Comunión y el Sacramento de Confirmación. Sus dos hijas y un hijo de niño eran también se bautizaron. Sus dos hijas ingresaron en la orden de Notre Dame de Charité du Bon Pasteur d'las rabias y su hijo se convirtió en un eclesiástico.  Drach estaba casado con Sara Deutz (nacida en octubre de 1794 en Oberwesel, Alemania), hija de Judith Bermann y del rabino Emanuel Deutz, Rabino Jefe de París. Sara Drach quedó como la única persona de la familia que permaneció judía, y según informa la Enciclopedia católica, tuvo secuestrados a los niños por dos años, quienes regresaron después de Londres a Francia.
Después de algunos años, Drach fue a Roma, donde se lo nombró bibliotecario de la Propaganda (1827), puesto que ocupó hasta su muerte. Su conversión aparentemente inspiró a otros, entre los cuales estaban los hermanos Libermann; Francis Libermann estaba especialmente agradecido con Drach por su consejo y asistencia para fundar la "Congregación del Inmaculado Corazón de María" (1842), del cual pronto se fusionaron con los "Padres del Espíritu Santo" (1848).

## Trabajos publicados
- Cartas de un rabino convertido a los israelitas, sus hermanos (París, 1825)
- Biblia de Vence, con anotaciones (París, 1827–1833) en 27 volúmenes.
- Él remodeló el diccionario hebreo-latino de Gesenius
- Diccionario hebreo-caldeo del Antiguo Testamento (ed. Migne, París, 1848)
- Del Divorcio con la sinagoga (Roma, 1840);
- Armonía entre la Iglesia y la Sinagoga (París, 1844). Existe Traducción al español
- La Cabala de los hebreos (Roma, 1864).